# Quando c'era Marnie
(Slogan del film)
Quando c'era Marnie (思い出のマーニー?, Omoide no Mānī, lett. "Marnie dei [miei] ricordi") è un film d'animazione del 2014 diretto da Hiromasa Yonebayashi.
Pellicola prodotta dallo Studio Ghibli, basata sul romanzo Quando c'era Marnie di Joan G. Robinson e uscita nelle sale cinematografiche giapponesi il 19 luglio 2014. È l'ultimo film dello Studio prima dell'annuncio di una temporanea chiusura, causata soprattutto dagli scarsi incassi del film di Isao Takahata La storia della Principessa Splendente e dal ritiro dalle attività cinematografiche di Hayao Miyazaki, avvenuto un anno prima. Il film è stato proiettato nelle sale italiane da Lucky Red dal 24 al 26 agosto 2015..
È stato candidato ai Premi Oscar 2016 come miglior film d'animazione.

## Trama
Anna è una ragazzina orfana di 12 anni timida e introversa che abita a Sapporo con la madre adottiva Yoriko con la quale ha un difficile rapporto, accresciuto anche dai sensi di colpa di quest'ultima, che le tace di percepire un sussidio pubblico per l'adozione di Anna. Dal momento che soffre d'asma, su consiglio del medico, viene mandata per le vacanze estive presso Kiyomasa e Setsu Ōiwa, una coppia di parenti che abitano nel piccolo villaggio marittimo di Kissakibetsu, nell'Hokkaidō orientale, dove Anna potrà respirare l'aria buona del mare.
Nonostante la calorosa accoglienza dei due coniugi, Anna è ancora incapace di relazionarsi con i coetanei del luogo e preferisce passare le giornate girovagando solitaria nei dintorni del villaggio disegnando paesaggi. Una delle tante sue mete è una grande villa disabitata dall'altra parte dell'acquitrino, ma un giorno ad Anna sembra quasi che le luci della casa si accendano e le pare di intravedere una ragazza bionda dietro una delle finestre, che le rivela chiamarsi Marnie.
Quando dopo aver litigato con una ragazza del villaggio durante una festa Anna fugge e si dirige alla villa, trova Marnie ad attenderla e le due ragazze stringono subito una profonda amicizia segreta. Anna si rende conto di poter incontrare Marnie soltanto in determinati momenti e che generalmente durante il giorno la grande villa sembra abbandonata e pare animarsi soltanto la sera.
Un giorno Anna passando nei pressi della villa incontra Sayaka, una bambina più giovane di lei e che a quanto pare è appena andata ad abitare lì con la sua famiglia. Sayaka le chiede se lei non sia Marnie, visto che ha appena trovato il suo diario, e dalla lettura di quello scritto Anna scopre ben presto verità incredibili su Marnie, la sua prima grande amica.

## Personaggi
Anna (アンナ?)
Ha perso i genitori in un incidente stradale quando aveva pochi anni e per un po' è stata allevata dalla nonna materna. Dopo qualche tempo anche la nonna muore, non essendosi mai ripresa dalla morte della figlia, e Anna, dopo un periodo trascorso in orfanotrofio, viene adottata da Yoriko. Nonostante sia stata accolta benevolmente dalla sua nuova famiglia, Anna si sente abbandonata: non perdona i genitori e la nonna che con la loro morte l'hanno lasciata sola e si sente respinta anche dalla sua madre adottiva, soprattutto dopo aver scoperto che riceve mensilmente una sovvenzione governativa per il suo mantenimento. La persona che Anna odia di più è però se stessa, dal momento che si rende conto di avere un carattere antipatico e di risultare odiosa e di peso a tutti. Questo la porta ad avere un carattere solitario e a non avere nessuna amicizia, se non con Marnie, che reputa però un'amica immaginaria.
Marnie (マーニー?)
Apparentemente è una ragazza forte, ma nasconde un carattere fragile. Vive in una grande villa nei pressi di una zona paludosa, ma è pressoché abbandonata dai ricchi genitori, sempre in viaggio, nelle mani della servitù, dalle quali Marnie si sente oppressa. Quando Marnie incontra Anna per la prima volta sembra già conoscerla da prima e quasi si sorprende nello scoprire che Anna non sa quale sia il suo nome.
Durante l'estate incontra più volte Anna, ma le chiede espressamente di mantenere il segreto sul loro rapporto di amicizia. Quando Anna ritroverà il suo diario, scoprirà che Marnie non è quell'amica immaginaria che aveva sempre creduto, ma è un personaggio reale e molto più vicino a lei di quanto potesse immaginare.
Nonna materna di Anna (Marian nel romanzo)
Dopo la morte del marito in giovane età, ha un crollo psicologico tanto da dover essere ricoverata. La figlia (che diventerà la madre di Anna) viene affidata ad altri, e quando finalmente la donna dopo molti anni si ristabilisce, il rapporto tra madre e figlia è distrutto per sempre. Poco più che adolescente la madre di Anna scappa di casa e si sposa dopo essere rimasta incinta. Pochi anni dopo la madre e il padre di Anna muoiono in un incidente stradale e la bambina viene affidata alla nonna. Per la donna dopo la morte della figlia, Anna resta l'unica ragione di vita, ma la salute mentale e fisica, minate da troppi eventi luttuosi e da un carattere fragile, la portano a una morte prematura. Di lei Anna conserva solo vaghi ricordi, che cominciano ad affiorare alla sua mente durante il soggiorno presso il villaggio marittimo e alla fine si riconcilierà con lei e il suo ricordo, "perdonandola" per averla abbandonata con la sua scomparsa.

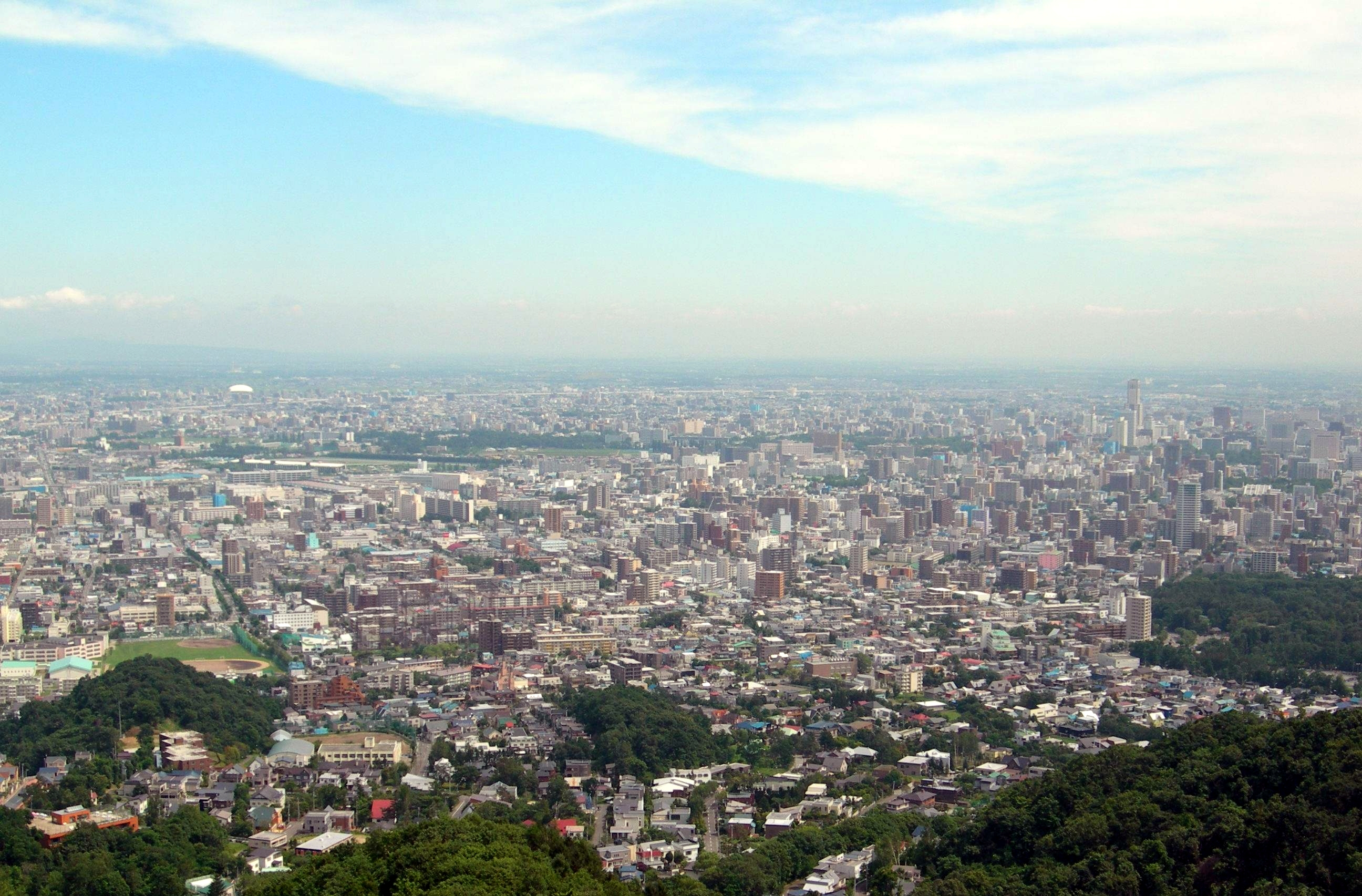
Sapporo, la città nella quale è ambientato l'inizio del film

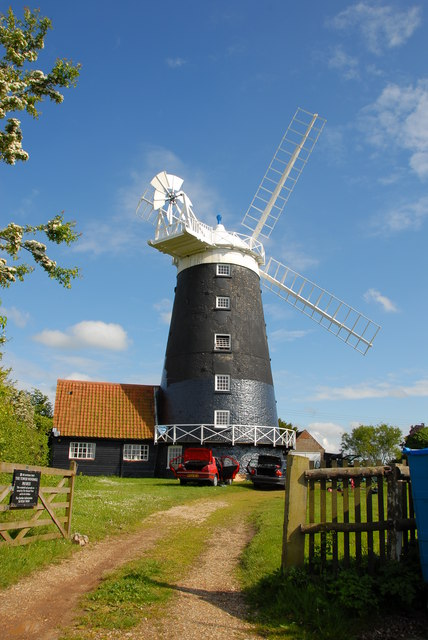
Burnham Overy, il mulino visto nel film

## Produzione
Quando c'era Marnie è uscito dopo quattro anni dal precedente Arrietty - Il mondo segreto sotto il pavimento ed è anch'esso tratto da un libro per ragazzi. Se infatti Arrietty è tratto da Gli Sgraffignoli di Mary Norton, questo è invece ispirato al romanzo When Marnie Was There della scrittrice Joan G. Robinson. Il produttore dello Studio Ghibli Toshio Suzuki lo aveva letto tempo addietro e aveva consigliato a Hiromasa Yonebayashi di farci un adattamento cinematografico. Egli accettò, ma apportò alcune modifiche alla trama originale, spostando l'ambientazione dall'Inghilterra degli anni Sessanta al Giappone moderno e cambiando i nomi dei personaggi. Per esempio Anna diventò Anna Sasaki (佐々木杏奈) mentre Marnie rimase così com'era Marnie (マーニー?, Mānī).

## Colonna sonora

### When Marnie Was There Soundtrack Music Collection
When Marnie Was There Soundtrack Music Collection, conosciuto in giapponese come Omoide no Marnie Santora Ongaku Shuu (思い出のマーニーサントラ音楽集?), è la colonna sonora e image song album ufficiale del film, scritta da Takatsugu Muramatsu e pubblicata su due CD in ben 113 stati (incluso ovviamente il Giappone) e resa disponibile al download sull'iTunes Store il 16 luglio 2014. Il primo disco "Image Song" contiene quelle composizioni che sono ispirate alle diverse personalità dei personaggi e agli stati d'animo che questi provano sui luoghi dove si svolge la storia. Il secondo è formato invece dai pezzi che fanno da sottofondo alle scene vere e proprie e dal tema del lungometraggio, Fine on the Outside.
I brani in cui Anna e Marnie danzano contengono la citazione del brano Recuerdos de la Alhambra (Memorie dell'Alhambra), un pezzo di chitarra classica composto nel 1896 dal compositore e chitarrista spagnolo Francisco Tárrega.

#### Lista delle tracce

##### Disco 1
1. 'The Oiwa Home' (大岩さんの家?, Oiwa-san no Ie) – 3:36
2. High Tide, Low Tide (潮の満ち引き?, Shio no Michihiki) – 3:43
3. Anna (杏奈?) – 3:38
4. Marnie (マーニー?) – 4:37
5. Sayaka's Dream (彩香の夢?, Sayaka no Yume) – 2:23
6. Anna (Piano Version) (杏奈（ピアノバージョン）?) – 3:54

Durata totale: 21:51

##### Disco 2
1. 'An Ordinary Face' (「普通の顔」?, 'Futsuu no Kao') – 1:40
2. Anna's Journey (杏奈の旅立ち?, Anna no Tabidatsu) – 1:42
3. Off to the Post Office (ハガキを出しに?, Hagaki wo Dashi ni) – 2:00
4. The Marsh House (しめっち屋敷?, Shimecchi Yashiki) – 2:09
5. 'The Light is On!' (「明かりがついてる！」?, 'Akari ga Tsuiteru!') – 0:23
6. The Girl in the Blue Window (青い窓の少女?, Aoi Mado no Shoujo) – 0:57
7. Sketching on the Boat (ボートの上でスケッチ?, Boat no Ue de Sketch) – 0:43
8. The Girl Stood Up! (少女は立ち上がった！?, Shoujo wa Tachiagatta!) – 0:39
9. 'Like Just What I Am' (「わたしはわたしのとおり」?, Watashi wa Watashi no Toori) – 0:59
10. When I Held a Doll (人形を抱いていた頃?, Ningyou wo Daiteita Koro) – 0:47
11. 'It's Not a Dream!' (「夢じゃないわ！」?, 'Yume Janai Wa!') – 3:25
12. The Two on the Boat (ボートの上の2人?, Boat no Ue no Futari) – 1:47
13. Three Questions Each (質問は3つずつ?, Shitsumon wa Mitsu Zutsu) – 1:14
14. The Party (パーティ会場?, Party Kaijou) – 1:45
15. Kazuhiko and Marnie Dance (和彦とマーニーのダンス?, Kazuhiko to Marnie no Dance) – 2:22
16. 'Let's Dance, You and I!' (「あたしたちも踊りましょう！」?, 'Watashitachi mo Odorimashou!') – 1:57
17. While Cutting Tomatoes (トマトを切りながら?, Tomato wo Kirinagara) – 1:14
18. Hisako's Painting (久子の絵?, Hisako no E) – 0:37
19. The Blue Diary (青い日記?, Aoi Nikki) – 2:43
20. The Mushroom Forest (キノコの森?, Kinoko no Mori) – 1:21
21. The Two Confess (2人の告白?, Futari no Kokuhaku) – 3:38
22. 'It's Like We Traded Places!' (「入れ変わっちゃったみたい！」?, 'Irekawacchatta Mitai!') – 0:57
23. Anna Runs in the Storm (杏奈、嵐の中を走る?, Anaa, Arashi no Naka wo Hashiru) – 0:46
24. A Final Wish (最後のお願い?, Saigo no Onegai) – 2:52
25. Hisako's Story 1 (久子の話1?, Hisako no Hanashi 1) – 3:13
26. Hisako's Story 2 (久子の話2?, Hisako no Hanashi 2) – 1:26
27. When Marnie Was There (思い出のマーニー?, Omoide no Marnie) – 1:58
28. Fine on the Outside (Words and music written by Priscilla Ahn) – 4:14

Durata totale: 49:28

### Fine on the Outside

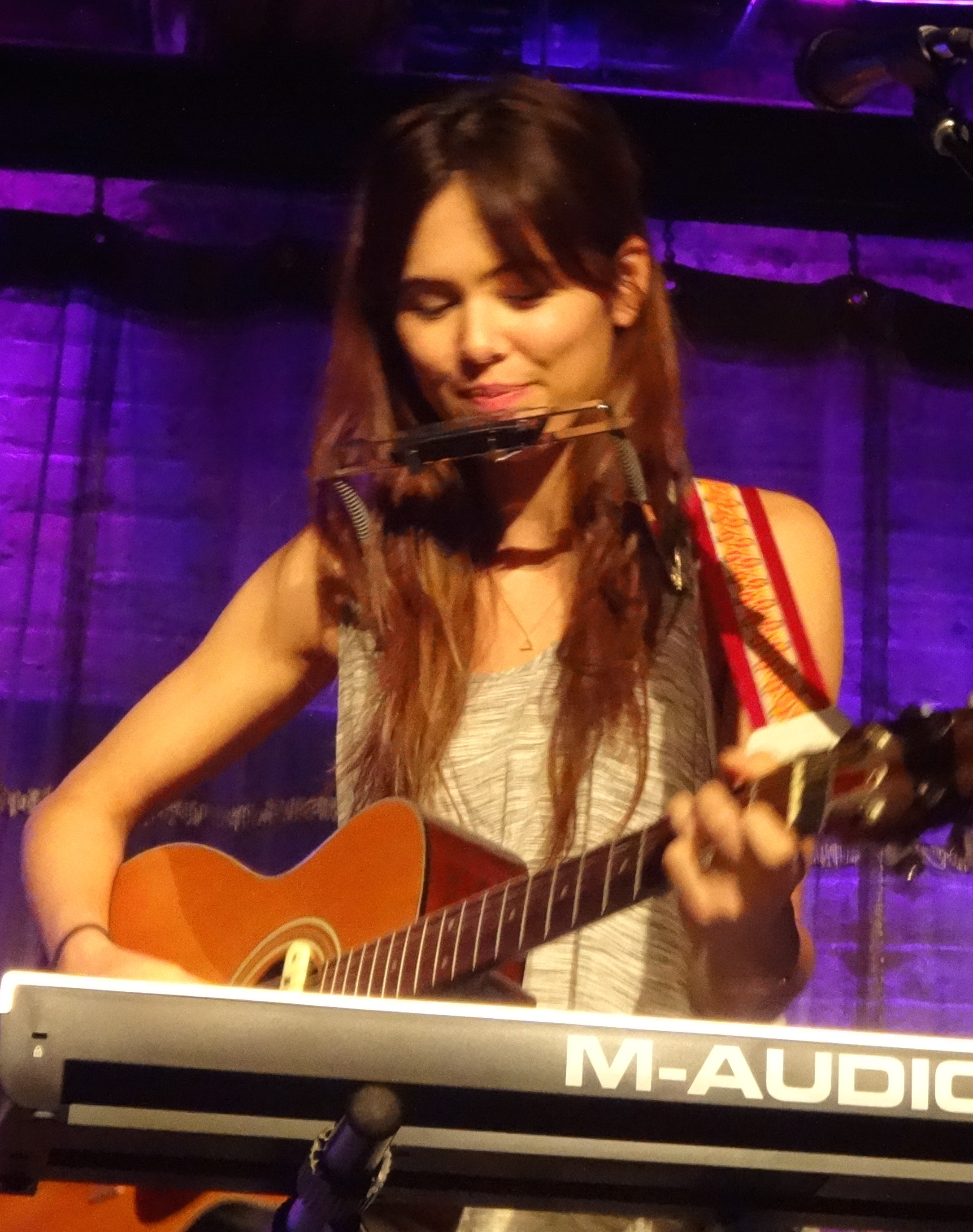
Priscilla Ahn, la compositrice del tema principale del film, mentre suona dal vivo allo SPACE di Chicago.

Fine on the Outside è la canzone della cantante folk statunitense Priscilla Ahn che funge da tema musicale principale di Omoide no Marnie insieme a This Old House, che invece viene usata come sottofondo durante il "When Marnie Was There x Yohei Taneda Exhibition" che si tiene all'Edo-Tokyo Museum dal 27 luglio al 15 settembre 2014.

#### Genesi
Priscilla Ahn visse in gioventù da sola e senza amici cosicché riversava sulla musica, sui film, sui libri e soprattutto sulla sua chitarra tutti i suoi sentimenti. Raccontò come lei «volesse letteralmente sedersi sul mio letto di notte a guardare la luna fuori dalla finestra e di chiedermi se sono stata amata... se qualcuno mi sarebbe mancato se fossi stata via.» Questo l'ha portata a comporre Fine on the Outside nel 2005, che tuttavia non pubblicò mai definitivamente per il suo testo troppo personale, aperto e vulnerabile e perché non voleva cambiarla per renderla più in sintonia con le atmosfere dei suoi album (che sono invece meno intimistici e più commerciali). Da grande estimatrice dello Studio Ghibli, ella lesse il romanzo originale When Marnie Was There e, dopo l'annuncio che Yonebayashi stava lavorando su un adattamento cinematografico dello scritto, subito si rivide in Anna e alla fine decise di sottoporre la canzone allo Studio. Il produttore Yoshiaki Nishimura la contattò subito dopo elogiando il brano e comunicando ufficialmente di usarlo come sigla.

#### Pubblicazione
La composizione venne pubblicata in Giappone il 2 luglio 2014 su CD singolo oppure scaricabile in formato digitale.

#### Lista delle tracce
1. Fine on the Outside – 4:12
2. This Old House – 3:19
3. Fine on the Outside (Original Karaoke) – 4:12

### Just Know That I Love You
Just Know That I Love You, conosciuto in Giappone come Anata no Koto ga Daisuki (あなたのことが大すき?,  lett. I Love You (Ti amo)), è il titolo dell'album di Priscilla Ahn che racchiude canzoni ispirate all'anime, come Fine on the Outside, This Old House e altre.

#### Pubblicazione
Il disco venne reso disponibile su iTunes il 16 luglio 2014 in ben 113 Paesi diversi (fra cui, ovviamente, il Giappone).

#### Lista delle tracce
1. Fine on the Outside – 4:12
2. Deep Inside My Heart – 3:43
3. Pretty Dress – 2:23
4. I See You – 3:58
5. Marnie – 3:07
6. This Old House – 3:18
7. With You – 3:45
8. You're A Star – 3:45
9. Waltzing Memories – 3:31
10. I Am Not Alone – 4:12

## Distribuzione

### Home media
Il lungometraggio è stato pubblicato in Blu-ray e DVD in Giappone il 18 marzo 2015.

## Accoglienza

### Incassi
In Giappone il film ha incassato 379 milioni di yen (equivalenti a circa 2.754.000 Euro) nei primi due giorni di proiezione. Un risultato giudicato sconfortante e che avrebbe potuto preludere a un secondo flop dopo i dati deludenti del precedente film dello Studio Ghibli La storia della Principessa Splendente di Isao Takahata. Dopo quattro fine settimana invece ha incassato 2,08 miliardi di ¥ (oltre 15 milioni di Euro) e 930 milioni dopo altri due, per un totale di ben 3 miliardi e 63 milioni di ¥, ottenendo dunque un discreto successo, ma comunque lontano dagli standard dello Studio Ghibli.

### Critica
Quando c'era Marnie è stato accolto in modo favorevole dalla critica. Sul sito Rotten Tomatoes ha ottenuto l'87% di "freschezza certificata", basata su 46 recensioni, con un voto medio di 6.9/10. Il consenso generale è "Quando c'era Marnie è talmente giovato dalla bellezza visiva e narrativa più che soddisfacenti che è ancora consigliabile, anche se non è così magico come le migliori opere dello Studio Ghibli." Invece su Metacritic, ha un punteggio di 70 su 100, con 18 recensioni positive su 20, indicando "pareri generalmente favorevoli".

## Riconoscimenti
- 2015 - Awards of the Japanese Academy
  - Candidatura al miglior film d'animazione
- 2016 - Premio Oscar
  - Candidatura al miglior film d'animazione
- 2016 - Annie Awards
  - Candidatura al miglior film d'animazione indipendente
  - Candidatura al miglior regia in un film d'animazione a Hiromasa Yonebayashi
  - Candidatura al miglior sceneggiatura in un film d'animazione a Keiko Niwa, Masashi Ando e Hiromasa Yonebayashi